# 烏古斯汗宮
烏古斯汗宮，是土庫曼斯坦總統官邸和主要辦公地點，位於首都阿什哈巴德的獨立廣場。自1990年代後期以來，它一直是土庫曼總統政府總部和總統住所。尼亞佐夫總統從1997年開始住在宮殿里，直到2006年去世，他也在那裡去世。新建築建於2011年3月，取代了附近較小的土庫曼巴希宮。
該建築由法國集團布依格在2008年開始承建，至2011年5月18日完工，造價2.5億美元，由總統库尔班古力·别尔德穆哈梅多夫主拎落成典禮。
內部分若干大廳:在宮殿的中央大廳，舉行貴賓的歡迎儀式，“金色大廳”旨在一個狹窄的圈子中進行最高級別的雙邊談判。“科爾庫特阿塔”大廳旨在以擴展的形式進行談判。塞爾柱汗大廳是簽署雙邊政府間協定的地方。首腦會談結果公佈后，在拜拉姆汗大廳為主要媒體和國際新聞機構的代表舉行了新聞發佈會和簡報會。馬赫圖姆庫里大廳專為各種會議和文化活動而設計。